# Međeđa (Kozarska Dubica)
Pour les articles homonymes, voir Međeđa.
Međeđa (en serbe cyrillique : Међеђа) est un village de Bosnie-Herzégovine. Il est situé dans la municipalité de Kozarska Dubica et dans la république serbe de Bosnie. Selon les premiers résultats du recensement bosnien de 2013, il compte 617 habitants.

## Démographie

### Évolution historique de la population dans la localité
| 1948 | 1953 | 1961 | 1971 | 1981 | 1991 | 2013 |
| ---- | ---- | ---- | ---- | ---- | ---- | ---- |
| 778  | 804  | 867  | 888  | 823  | 808, | 617  |

|  |